# Nagi (Panchthar)
Nagi (nep. नागी) – gaun wikas samiti we wschodniej części Nepalu w strefie Meći w dystrykcie Panchthar. Według nepalskiego spisu powszechnego z 2001 roku liczył on 824 gospodarstw domowych i 4520 mieszkańców (2275 kobiet i 2245 mężczyzn).